# Stephanopis vilosa
Stephanopis vilosa es una especie de araña del género Stephanopis, familia Thomisidae.

## Distribución
Se distribuye por Australia.

## Taxonomía
Fue descrita por Rainbow en 1911.
Tratamiento taxonómico
La especie aparece registrada y publicada en Rainbow 1911: 226.